# 十文字原

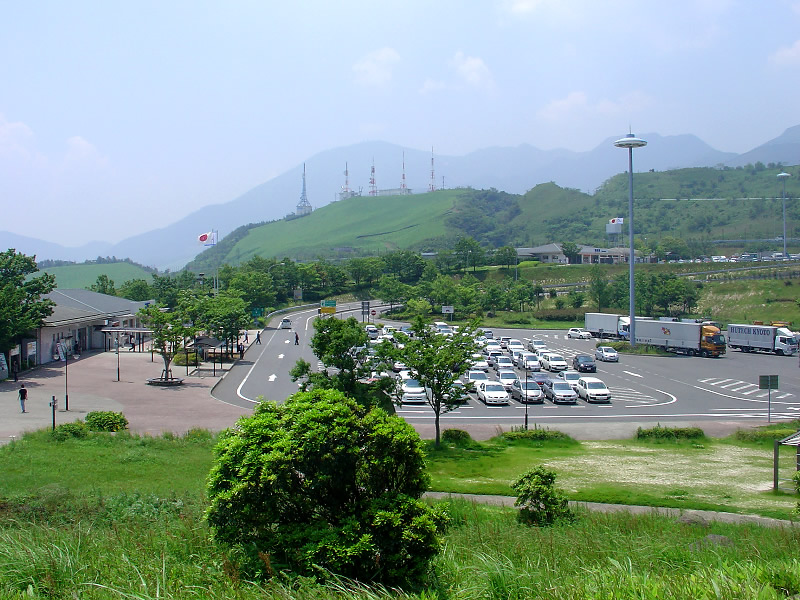
別府湾サービスエリアから見た送信所群

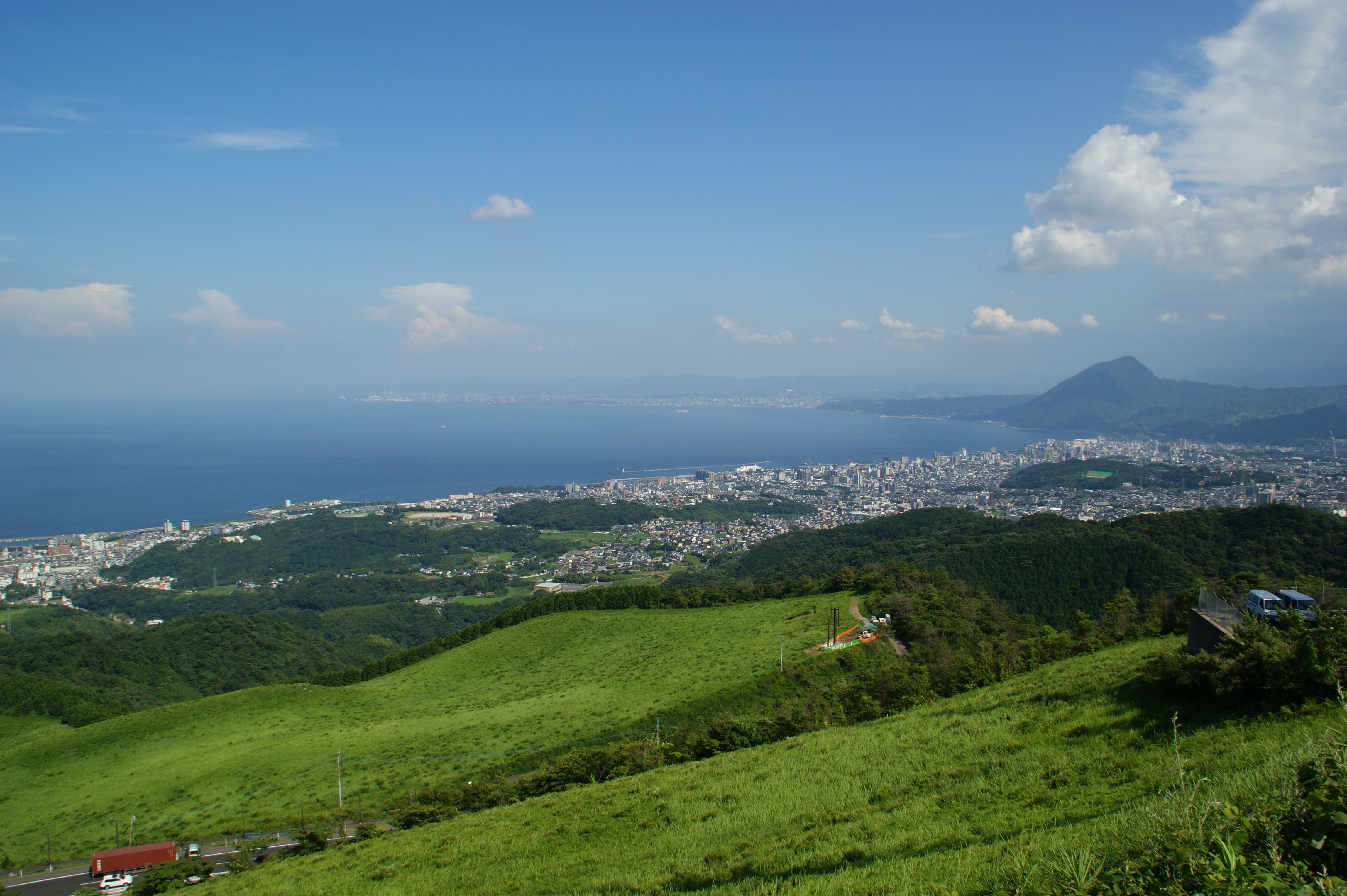
十文字原展望台から見た別府市街

十文字原（じゅうもんじばる）は、大分県別府市北西部にある高原。

## 概要
大分県別府市北西部の東九州自動車道の日出ジャンクション、別府湾サービスエリア近辺に広がる高原地帯。標高は展望台で500m。毎年春に野焼きが行われ、周囲に高木が少ない十文字原展望台からは、別府湾に沿って、北側に国東半島、南側の眼前に別府市街、高崎山を挟んで遠くに大分市街を見渡すことができる。大分県内で有数の夜景のスポットとして知られており、2004年には日本夜景遺産に認定されている。地域内には、十文字原テレビ・FM放送所や陸上自衛隊十文字原演習場がある。周辺地域には、2000年4月に立命館アジア太平洋大学が開校した。